# Життя й революція
Жизнь и революция (укр. Життя й революція) — ежемесячный литературно-художественный и общественный журнал на украинском языке.
Выходил в 1924 — 1934 годах в городе Киев, УССР.

## История
Начал выходить как общественно-литературный, а затем был преобразован в литературно-художественный журнал. С 1932 года «Жизнь и революция» стал органом Федерации советских писателей Украины, а с 1933 года — Оргкомитета Всеукраинского союза советских писателей.
Издавался Государственным издательством Украины, печатается книжками в 12 печатных листов.
Сыграл значительную роль в организации советских писателей Украины, в первую очередь, живущих в Киеве и на Киевщине, в консолидации старшего и младшего поколений работников культуры на основе социалистического реализма, коммунистической партийности.
На страницах журнала публиковали свои произведения М. Рыльский, М. Бажан, Ю. Яновский, С. Васильченко, Е. Плужник, Г. Шкурупий, Н. Булатович и другие. В середине 1920-х годов редактировал журнал Е. Черняк.
Литературным редактором журнала до 1930 года был В. Пидмогильный. Печатались переводы произведений русской и мировой литературы, статьи по вопросам революционного движения, искусства, театра, а также библиография.
В период фактического редактирования журнала профессором А. К. Дорошкевичем, журнал превратился в групповой орган украинских неоклассиков (Н. Зеров, М. Рыльский, П. Филипович, М. Лебидь и других), поддерживавших М. Хвылевого в литературной дискуссии о путях развития украинской литературы, в результате чего редакция была реорганизована и журнал превращен во внегрупповой орган советских писателей.